# Ismailly (quận)
Ismailly (tiếng Azerbaijan:İsmayıllı) là một quận thuộc Azerbaijan. Dân số thời điểm năm 2012 là 72144 người.